# 横小路泰義
横小路 泰義（よここうじ やすよし、1961年(昭和36年)生まれ）は、日本の工学者。専門は、ロボット工学・バーチャルリアリティ。博士（工学）（京都大学）。ロボットの遠隔操縦やハプティックデバイス、ロボットハンドの研究に従事し、折り紙折りロボットなどで実績がある。京都大学助手、助教授、准教授を務めた後、神戸大学教授。レスキューロボットコンテストにも貢献している。

## 来歴・人物
中学生時代は自動車が好きで、大学は機械工学科を選択。パソコンにも興味を持ち、研究室配属でロボット系の研究室を選択する。研究室では吉川恒夫や中村仁彦の下で研究を進め、博士課程を中退して工学部オートメーション研究施設 助手に就任（後、工学部応用システム科学教室 助手）。この間、「辣腕」という名称のテレロボットシステムを開発している。また、ロボットの運動学や動力学に関する研究にも関わっている。
1991年9月には、論文博士にて工学博士の学位を取得。1992年には工学部機械工学教室助教授に昇進する。引き続き吉川研究室で研究を続けるが、1994年から1996年までカーネギーメロン大学に客員として滞在している。この際、WYSIWYFディスプレイ（What You See Is What You Feel）を提案・開発している。ロボット研究のみならず、バーチャルリアリティに関する研究も盛んに行っている。
大都市大震災軽減化特別プロジェクトにおいて、横小路はヒューマンインターフェースグループとして活動し、カメラシステムの研究にも取り組んだ。また、2005年からは所属が大学院工学研究科機械工学専攻になる（後、准教授）。なおこの時、教授の吉川が定年により立命館大学に転出している。この間、折り紙折りロボットやロボットハンド、自動車の操作系の研究に取り組んでいる。なお、折り紙折りロボットは専用ハードウェア、人間による教示を特徴としている。
2009年より神戸大学大学院工学研究科機械工学専攻教授に就任する。レスキューロボットコンテストでは副実行委員長、実行委員長を歴任し、日本ロボット学会ではフェローに選出されている。また、三菱電機との共同研究で、組み立て作業のためのハンドや把持の研究にも取り組んでいる。

## 主な受賞歴
- 1991年 - 計測自動制御学会 1991年度論文賞[27][注釈 3]
- 2000年 - 日本バーチャルリアリティ学会 論文賞[28][注釈 4]
- 2008年 - 日本ロボット学会 第22回論文賞[29][注釈 5]
- 2010年 - 日本ロボット学会 第24回論文賞[29][注釈 6]
- 2016年 - システム制御情報学会 論文賞[30][注釈 7]

## 著作
（学位論文）
- 『Analysis and design of master-slave teleoperation systems』京都大学〈博士論文（乙第7628号）〉、1991年9月24日。doi:10.11501/3086114。 日本語題名『マスタ・スレーブ型遠隔操縦システムの解析と設計』

（共著）
- 『計測工学』 朝倉書店、2014年、ISBN 9784254201598[注釈 8]

（主な解説）
- 「ロボットアーム制御の高速計算アルゴリズム」『機械の研究』第43巻第1号、1991年1月、173-182頁。
- 「テレオペレーション,VR,ロボティクスから人間を理解する」『計測と制御』第45巻第12号、2006年12月、1036-1041頁。
- 「テレオペレーションから機械メディアへの展開」『システム/制御/情報』第44巻第12号、2000年12月、702-709頁。
- 「レスキューロボットの操縦インタフェース ―大大特「ヒューマンインタフェースグループ」の研究紹介―」『日本ロボット学会誌』第22巻第5号、2014年7月、566-569頁。
- 「テレオペレーション制御の現状と今後」『日本ロボット学会誌』第27巻第4号、2009年、405-409頁。
- 「テレロボティクスと教示」『日本ロボット学会誌』第30巻第6号、2012年、602-605頁。
- 「折り紙を折るロボット」『日本ロボット学会誌』第31巻第4号、2013年、334-340頁。
- 奥川雅之、土井智晴、横小路泰義「レスキューロボットコンテストにおけるロボットの設計」『設計工学』第50巻第5号、2015年5月、235-241頁。
- 土井智晴、奥川雅之、横小路泰義「レスキューロボットコンテスト ―技術を学び 人と語らい 災害につよい世の中をつくる―」『建設機械施工』第67巻第781号、一般社団法人日本建設機械施工協会誌、2015年3月、46-50頁。

（記事）
- 「（コラム）レゴ自動車製作記」第27巻第5号、2009年。